# Vlag van Alabama
De vlag van Alabama werd door de Alabama Lesgislature aangenomen op 16 februari 1895 en bestaat uit een rood andreaskruis op een wit veld.

## Symboliek
Het rode andreaskruis verwijst volgens velen naar de oorlogsvlag van de Geconfedereerde Staten van Amerika, die een blauw kruis met witte sterren op een rode achtergrond toonde. Opmerkelijk is dat dat kruis vierkant was, in tegenstelling tot het kruis in de vlag van Alabama. Andere bronnen zien gelijkenissen met de oude vlag van Ierland, het Kruis van Sint-Patrick, die ook opgenomen is in de Britse vlag.
Meer waarschijnlijk is het echter dat de vlag is afgeleid van Spaanse vlaggen met het Bourgondisch kruis, zoals de conquistadores gebruikten als basis voor hun oorlogsvlaggen. Zo nam het Regimiento de Infanteria de Luisiana tijdens de Amerikaanse Revolutie deel aan de Slag van Mobile (1781).

## Ontwerp
Het ontwerp van de vlag is vastgelegd in wet 383 van 16 februari 1895. Daarin is besloten dat de vlag bestaat uit een wit veld met een rood (meer specifiek: karmijn) andreaskruis, waarvan het midden van de benen exact diagonaal over de vlag ligt.
Opmerkelijk is dat tevens is vastgelegd dat het kruis minimaal 6 inches (circa 15 cm) breed moet zijn. Voor grote vlaggen is dat geen probleem, maar kleine exemplaren zijn dan per definitie niet officieel. Hetzelfde geldt voor de afbeelding rechtsboven dit artikel, die volgens de wet van Alabama niet als een weergave van de officiële vlag van Alabama gezien kan worden.

## Geschiedenis
Op 11 januari 1861 nam de Secession Convention, die Alabama bij de Geconfedereerde Staten liet aansluiten, de eerste vlag van Alabama aan. Deze toonde aan de voorzijde de godin van de Vrijheid met in haar rechterhand een zwaard en in haar linkerhand een kleine vlag met daarop een ster. Boven de godin stond in een boog de tekst Independent Now and Forever ("Onafhankelijkheid nu en voor eeuwig"). Op de achterkant van de vlag stonden een katoenplant en een slang met de tekst Noli Me Tangere ("Kom niet aan me", Johannes 20:17). De vlag bleef in gebruik tot 10 februari 1861 en de eerstvolgende decennia zou Alabama geen eigen vlag meer voeren.
| Vexillologisch symbool voor een buiten gebruik gestelde vlag | Vexillologisch symbool voor een buiten gebruik gestelde vlag · Vexillologisch symbool voor de keerzijde van een tweezijdige vlag |  |  |

In 1895 werd er dan toch weer een eigen vlag ingevoerd, zijnde de huidige vlag. Omdat er steeds sprake van was dat de vlag zou zijn afgeleid van het vierkante kruis van de Geconfedereerde Staten, en omdat er steeds meer stemmen op gingen om de vlag van Alabama dan ook vierkant te maken, besloot de rekenkamer van Alabama in 1975 duidelijk vast te leggen dat de vlag van Alabama niet vierkant maar rechthoekig is. Doorgaans houdt men een hoogte-breedteverhouding van 2:3 aan.